# 李文华 (生态学家)
李文华（1932年1月15日—2022年12月23日），山东广饶人，中国生态学和森林学家、中国科学院地理科学与资源研究所研究员。1953年毕业于北京林学院，1961年毕业于苏联科学院，获博士学位。1997年当选为中国工程院院士。